# و در سال سوم، او دوباره برخاست
و در سال سوم، او دوباره برخاست (اسپانیایی: Y al tercer año, resucitó‎) یک فیلم کمدی اسپانیایی به کارگردانی رافائل خیل است که در سال ۱۹۸۰ منتشر شد.

## بازیگران
- خوزه بودالو
- فلوریندا چیکو
- خوان لوئیس گالیاردو
- خوزه نیتو
- خوزه سانچو
- فرناندو سانچو
- مانوئل الکساندره
- رافائل ارناندس
- ریکاردیو پالاسیوس
- خسوس گوسمن
- ماری بگونیا